# Lochmaea
Lochmaea (лат.) — род жуков (Coleoptera) из подсемейства козявок (Galerucinae) в семействе листоедов (Chrysomelidae).

## Описание
Жуки яйцевидной формы. Между лобными бугорками проходит бороздка. Усики прикрепляются у переднего края глаз. Надкрылья вдоль бокового края с утолщённым валиком.

## Перечень видов
Включает следующие виды
- Lochmaea caprea (Linnaeus, 1758)
- Lochmaea crataegi (Forster, 1771)
- Lochmaea huanggangana Yang &  J.  Wang,  1998
- Lochmaea lesagei Kimoto, 1996
- Lochmaea limbata Pie,  18981
- Lochmaea machulkai  Roubal, 1926
- Lochmaea maculata Kimoto,  1979
- Lochmaea nepalica L. N. Medvedev, 2005
- Lochmaea scutellata (Chevrolat, 1840)
- Lochmaea singalilaensis Takizawa, 1990
- Lochmaea smetanai Kimoto, 1996
- Lochmaea suturalis (C. G.  Thomson, 1866)
- Lochmaea  nigrita Weise, 1886